# Дипхолц
Дипхолц (њем. Diepholz) град је у њемачкој савезној држави Доња Саксонија. Једно је од 47 општинских средишта округа Дипхолц. Према процјени из 2010. у граду је живјело 16.553 становника. Посједује регионалну шифру (AGS) 3251012.

## Географски и демографски подаци
Дипхолц се налази у савезној држави Доња Саксонија у округу Дипхолц. Град се налази на надморској висини од 37 метара. Површина општине износи 104,4 km². У самом граду је, према процјени из 2010. године, живјело 16.553 становника. Просјечна густина становништва износи 158 становника/km².

## Међународна сарадња
| Мјесто | Држава    | Врста сарадње | Од    |
| ------ | --------- | ------------- | ----- |
|        | Пољска    | контакт       | 2000. |
|        | Француска | партнерство   | 1969. |
| Извор  |           |               |       |